# Tiroteio na escola primária Robb
Em 24 de maio de 2022, Salvador Ramos, de 18 anos, abriu fogo na escola primária Robb em Uvalde, Texas, matando 21 pessoas. Das pessoas mortas a tiros, 19 eram crianças e dois adultos. Ramos, um estudante de uma escola próxima, foi morto após um tiroteio com a polícia. Mais cedo naquele dia, Ramos atirou e feriu sua avó.
Este ataque é o tiroteio em escola mais mortal da história do Texas e o tiroteio em massa mais mortal em uma escola primária dos Estados Unidos desde o tiroteio na escola primária de Sandy Hook em 2012.

## Antecedentes
Uvalde é uma cidade de maioria latina de cerca de 16 000 pessoas na região do sul do Texas, cerca de 60 milhas (100 km) da fronteira Estados Unidos-México e cerca de 85 milhas (135 km) de San Antonio. A escola primária Robb é 90% latina e cerca de 81% dos alunos vêm de famílias economicamente desfavorecidas. A escola atende cerca de 600 alunos da segunda à quarta série em Uvalde, uma cidade em que quase metade não é falante de inglês.

## Tiroteio
Estima-se que o perpetrador, Salvador Ramos, de 18 anos, após supostamente atirar em sua avó e ter batido com o seu veículo perto da escola primária Robb, tenha entrado na escola por volta das 11h30 CDT usando um colete à prova de balas, onde trocou tiros e atingiu vários policiais, antes de ser baleado mortalmente pelos mesmos.
O chefe de polícia do CISD Uvalde estima que o tiroteio começou às 11h32, e de acordo com uma postagem no Facebook da escola, a mesma foi posta em confinamento às 11h43 em resposta a tiros no bairro. Às 13h17, o Distrito Escolar Independente Consolidado de Uvalde enviou uma mensagem no Twitter de que havia um atirador ativo na escola primária. O governador do Texas, Greg Abbott, disse que o atirador estava carregando uma arma curta e poderia ter trazido um rifle junto com ele.
A polícia disse inicialmente que o suspeito havia sido preso por volta das 13h. Relatos posteriores indicaram que Salvador Ramos, um estudante de 18 anos do colégio de Uvalde, suspeito de ser o atirador, também estava morto, sendo atingido pela polícia. A polícia confirmou que o atirador agiu sozinho.

## Vítimas
Apenas duas mortes foram confirmadas inicialmente, que era o número de pessoas que morreram no momento em que chegaram ao hospital. O governador, Greg Abbott, disse em uma conferência pouco depois que quatorze alunos e um professor foram mortos, inicialmente.
Os relatórios iniciais indicaram que 13 crianças foram levadas para o Uvalde Memorial Hospital, em uma declaração feita pelo CEO do hospital, Tom Nordwick, aos repórteres. Pelo menos três indivíduos feridos foram transferidos de acordo com Nordwick. Várias outras vítimas foram levadas para o Hospital Universitário em San Antonio. O governador, Abbott, disse que dois policiais foram atingidos por balas, mas não tiveram ferimentos graves. Na manhã do dia 25 de maio, já havia sido confirmado a morte de 21 pessoas (19 crianças e 2 adultos), além do suspeito.

## Investigação
O Departamento Federal de Investigação (FBI) e a Agência de Álcool, Tabaco, Armas de Fogo e Explosivos (ATF) estariam em Uvalde auxiliando a polícia local na investigação do tiroteio.

## Suspeito
Salvador Rolando Ramos, de 18 anos (16 de maio de 2004 – 24 de maio de 2022), estudante no colégio de Uvalde, foi identificado como o atirador suspeito pelas agências policiais locais que também confirmaram sua morte. Os motivos do tiroteio ainda são desconhecidos. Antes do atentado, ele não tinha antecedentes criminais ou problemas de saúde mental documentados. Segundo colegas e amigos de Ramos, ele sofria de gagueira e de um forte sigmatismo, pelo qual ele frequentemente sofria bullying; Ramos frequentemente brigava com colegas de classe, ocasionalmente com luvas de boxe, que carregava consigo; ele tinha poucos amigos. Esperava-se que Ramos estivesse no caminho para se formar no ensino médio em 2022, mas suas ausências frequentes tornaram sua formatura improvável. A condição de Ramos piorou quando seu melhor amigo se mudou para outra parte do Texas e ele acabou abandonando a escola. Ao abandonar a escola, deixou o cabelo crescer, começou a usar todas as roupas pretas e botas militares. Até um mês antes do tiroteio, Ramos trabalhou em uma filial da Wendy's e tinha sido empregado lá por pelo menos um ano. De acordo com o gerente noturno da loja, Ramos se esforçava para ficar isolado. Um dos colegas de trabalho de Ramos afirmou que ocasionalmente era rude com suas colegas de trabalho, a quem ele enviava mensagens de texto inapropriadas e ameaçava os cozinheiros em seu trabalho, perguntando-lhes: "Você sabe quem eu sou?".
Como ele tinha 18 anos, pelas leis do Texas, Ramos já podia comprar uma arma legalmente. Ele então adquiriu um rifle semiautomático de uma loja de armas local em 17 de maio, um dia depois do seu décimo oitavo aniversário, e depois comprou outro rifle três dias mais tarde. Ramos também mandou uma mensagem, via Instagram, para uma pessoa que ele conheceu no site Yubo, mostrando um recibo da compra de um DDM4 V7 de uma loja online da Geórgia chamada Daniel Defense cerca de oito dias antes do tiroteio. Ele então postou uma foto dos dois rifles em sua conta do Instagram três dias antes do tiroteio. Em 18 de maio, ele comprou 375 balas de calibre 5,56 mm.

## Rescaldo
O Centro de Sangue e Tecidos do Sul do Texas emitiu um pedido urgente de doações de sangue após o tiroteio e enviou 15 unidades de sangue para Uvalde via helicóptero para serem usadas em hospitais da região.
A rede de televisão, CBS, retirou o final da quarta temporada de FBI que iria ao ar naquela noite, que envolveu um tiroteio fictício em uma escola como ponto da trama.
A escola será demolida.

## Reações
Representantes do presidente americano Joe Biden, que estava retornando aos Estados Unidos de uma viagem à Ásia, anunciaram que ele havia sido informado sobre o tiroteio e que faria comentários públicos mais tarde naquela noite, depois de voltar para casa. Após o tiroteio, Biden ordenou que as bandeiras fossem hasteadas a meio-mastro. Biden teria falado com Abbott a bordo do Air Force One.
Vários senadores dos Estados Unidos ofereceram suas condolências. O senador Mitch McConnell twittou que o tiroteio o deixou "horrorizado e com o coração partido", e a senadora Susan Collins descreveu o tiroteio como "incrivelmente trágico e horrível". O senador Ted Cruz enfrentou uma reação negativa depois que ele ofereceu suas orações às famílias e crianças afetadas pelo tiroteio e que o país viu "muitos desses tiroteios". No entanto, muitos foram às mídias sociais para acusá-lo de hipocrisia por aceitar dinheiro de ativistas de armas e falar em uma próxima reunião anual da NRA com o senador John Cornyn e o governador Abbott. O ativista do controle de armas e pai de uma vítima do tiroteio em Parkland, Manuel Oliver, emitiu um comunicado expressando sua indignação com o tiroteio e disse que as famílias das vítimas não precisam dos pensamentos e orações dos políticos, em vez disso, precisam de seus filhos.
No dia 26 de maio, o primeiro-ministro australiano Anthony Albanese se pronunciou no ABC News Breakfast apoiando a lei de reforma contra armas proposta por Joe Biden, citando nomes como John Howard, Tim Fisher e Kim Beazley, responsáveis por reformas semelhantes na Austrália. Tim Fisher foi notório por suas reformas após o massacre de Port Arthur.